# 章镇镇
章镇镇，中国浙江省绍兴市上虞市下辖的一个镇。

## 辖区
该镇辖有：	滨笕居委会、亚魁居委会、公益村、青丰村、新江村、河浮村、朱光村、杭浦村、笕桥村、花坎村、湾头村、清潭村、任叶村、陈墩村、巴弄村、张村、板张村、宋马村、中兴村、新区村、镇南村、新叶村、章家埠村、灵运村、泰山村、新南村、龙浦村、龙江村、大钱村、新三联村、新魏家庄村、新魏村、秀峰村、大勤村、陈埠村、越星村、建设村、